# Sudário de Turim
O Sudário de Turim (em italiano:  Sindone di Torino) ou Santo Sudário (em italiano:  Sacra Sindone [ˈsaːkra ˈsindone] ou Santa Sindone) é um pedaço de pano de linho com o negativo da imagem de um homem. Alguns descrevem a imagem como representando Jesus de Nazaré e acreditam que o tecido é o mortalha fúnebre no qual ele foi envolto após a crucificação.
Mencionado pela primeira vez em 1354, o sudário foi denunciado em 1389 pelo bispo de Troyes como sendo falso. Atualmente a Igreja Católica não endossa nem rejeita formalmente o sudário e, em 2013, o Papa Francisco referiu-se a ele como um "ícone de um homem flagelado e crucificado". O sudário é guardado na capela real do Catedral de Turim, no norte da Itália, desde 1578.
Em 1988, a datação por radiocarbono por três laboratórios diferentes estabeleceu que o material de linho do sudário foi produzido entre os anos 1260 e 1390 (para um nível de confiança de 95%).  Os defensores da autenticidade do sudário questionaram esses resultados, geralmente com base no fato de que as amostras testadas podem ter sido contaminadas ou retiradas de um reparo no tecido original. Essas teorias marginais foram refutadas por especialistas em datação por carbono e outros com base em evidências do próprio sudário, incluindo a teoria do reparo medieval, as teorias da biocontaminação e a teoria do carbono teoria do monóxido. Embora aceito como válido por especialistas, a datação por carbono do sudário continua a gerar um debate público significativo. A natureza e a história do sudário têm sido objeto de extensas e duradouras controvérsias tanto na literatura acadêmica quanto na imprensa popular.
A imagem no sudário é muito mais clara em preto e branco negativo — observado pela primeira vez em 1898 — do que em sua cor sépia natural. Vários métodos têm sido propostos para a formação da imagem, mas o método real utilizado ainda não foi identificado de forma conclusiva. O sudário continua a ser intensamente estudado e permanece uma questão controversa entre cientistas e estudiosos bíblicos. O Sudário está guardado na Catedral de Turim, na Itália, desde o século XIV. Pertenceu desde 1357 à casa de Saboia que em 1983 o doou ao Vaticano. A peça é raramente exibida em público, sendo que a última grande exposição, feita em 2010, atraiu mais de dois milhões de fiéis.

## Características

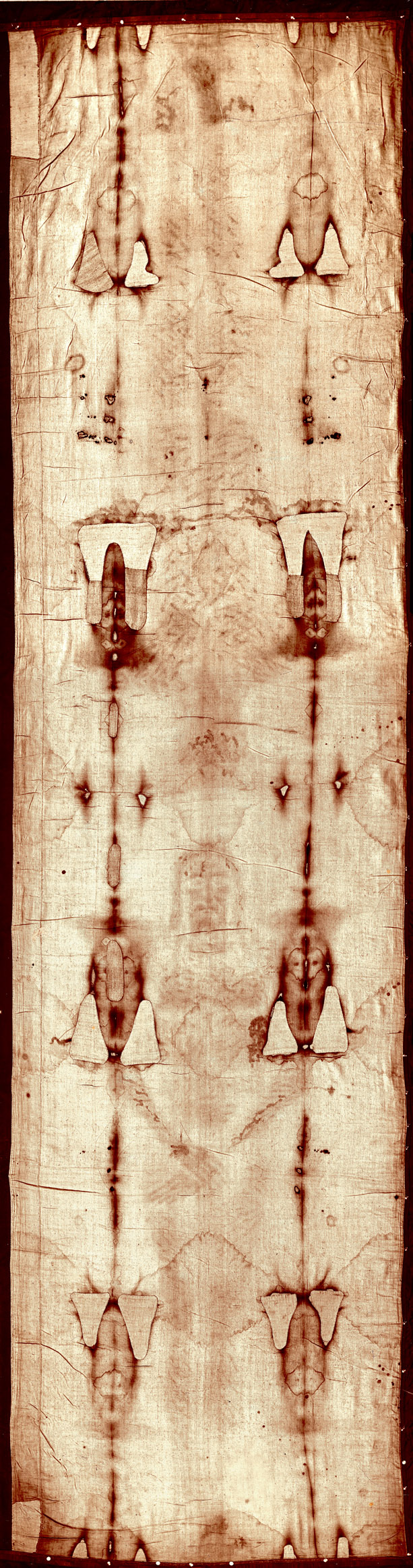
A imagem completa

O sudário é uma peça rectangular de linho com cerca de 4,5 metros de comprimento e 1,1 de largura. O tecido apresenta a imagem de um homem de 1,80m de altura que parece ter sido crucificado, com feridas consistentes com as que Jesus sofreu antes de sua crucificação no relato bíblico.
O sudário é um dos acheiropoieta (grego medieval: "não feito pelas mãos") e vários cristãos acreditam que seja o tecido que cobriu o corpo de Jesus após sua morte. A imagem no manto é em realidade muito mais nítida na impressão branca e negra do negativo fotográfico que em sua coloração natural. A imagem do negativo fotográfico do manto foi vista pela primeira vez na noite de 28 de maio de 1898 através da chapa inversa feita pelo fotógrafo amador Secondo Pia que recebeu a permissão para fotografá-lo durante a sua exibição na Catedral de Turim.
A origem da peça conhecida como Santo Sudário tem sido objeto de grande polémica. Para descrever seu estudo geral, os pesquisadores cunharam o termo "sindonologia", do grego σινδών—sindon, a palavra usada no Evangelho segundo Marcos para descrever o tipo de tecido comprado por José de Arimateia para usar como mortalha de Jesus.
A 28 de maio de 1898, o fotógrafo italiano Secondo Pia tirou a primeira fotografia ao sudário e constatou que o negativo da fotografia assemelhava-se a uma imagem positiva do homem, o que significava que a imagem do sudário era, em si, um negativo.

## História

### Até o século XIII

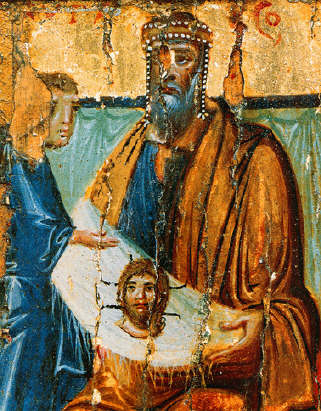
Uma das primeiras representações da Imagem de Edessa, do século IX

As primeiras referências a um possível sudário surgem na própria Bíblia. O Evangelho segundo Mateus (Mateus 27:59) relata que José de Arimateia envolveu o corpo de Jesus com um pano de linho limpo. O Evangelho segundo João (João 19:38–40) também descreve o evento, e relata que os apóstolos Pedro e João, ao visitar o túmulo de Jesus após a ressurreição, encontraram os lençóis dobrados (João 20:6–7). Embora depois desta descrição evangélica o sudário só tenha feito sua aparição definitiva no século XIV, para não mais ser perdido de vista, existem alguns relatos anteriores que contêm indicações consistentes sobre a existência de um tal tecido em tempos mais antigos.
A primeira menção não evangélica a ele data de 544, quando um pedaço de tecido mostrando uma face que se acreditou ser a de Jesus foi encontrado escondido sob uma ponte em Edessa. Suas primeiras descrições mencionam um pedaço de pano quadrado, mostrando apenas a face, mas João Damasceno, em sua obra anti-iconoclasta "Sobre as Imagens Sagradas", falando sobre a mesma relíquia, a descreve como uma faixa comprida de tecido, embora afirmasse que se tratava de uma imagem transferida para o pano quando Jesus ainda estava vivo, isto é, não seria uma mortalha, mas sim um tecido que esteve em contato com Cristo ainda vivo (veja Imagem de Edessa).
Em 944, quando esta peça foi transferida para Constantinopla, Gregorius Referendarius, arquidiácono da basílica de Santa Sofia pregou um sermão sobre o artefato, que foi dado como perdido até ser redescoberto em 1004 num manuscrito dos arquivos do Vaticano. Neste sermão é feita uma descrição do sudário de Edessa como contendo não só a face, mas uma imagem de corpo inteiro, e cita a presença de manchas de sangue. Outra fonte é o Codex Vossianus Latinus, também no Vaticano, que se refere ao sudário de Edessa como sendo uma impressão de corpo inteiro.
Outra evidência é uma gravura incluída no chamado Manuscrito Húngaro de Preces, datado de 1192, onde a figura mostra o corpo de Jesus sendo preparado para o sepultamento, numa posição consistente com a imagem impressa no sudário de Turim.

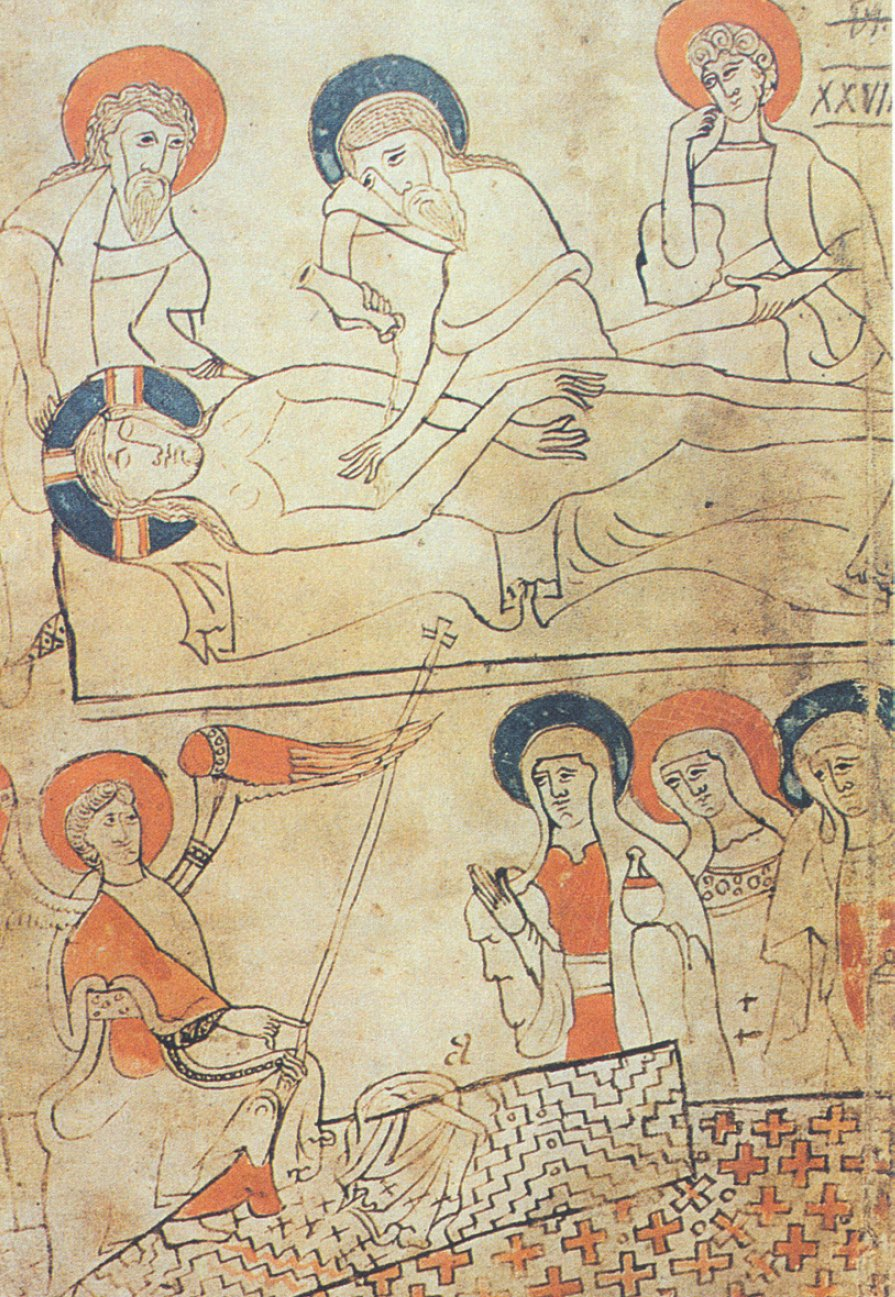
A gravura no "Manuscrito Húngaro de Preces"

Em 1203, o cruzado Roberto de Clari afirmou ter visto o sudário em Constantinopla nos seguintes termos: Lá estava o sudário em que nosso Senhor foi envolto, e que a cada quinta-feira é exposto de modo que todos possam ver a imagem de nosso Senhor nele. Seguindo-se ao saque de Constantinopla, em 1204, Teodoro Ângelo, sobrinho de um dos três imperadores bizantinos, escreveu uma carta de protesto ao papa Inocêncio III, onde menciona o roubo de riquezas e relíquias sagradas da capital pelos cruzados, e dizendo que as jóias ficaram com os venezianos e relíquias haviam sido divididas entre os "francos", citando explicitamente o sudário, que segundo ele havia sido levado para Atenas nesta época.
Dali, a partir de testemunhos de época de Godofredo de Villehardouin e do mesmo Roberto de Clari, o sudário teria sido tomado por Otão de la Roche, que se tornou Duque de Atenas. Segundo a pesquisadora italiana Barbara Frale, os templários teriam mantido o sudário por um século em sua posse e o levaram à França. Ainda há controvérsia se a Imagem de Edessa (chamado Mandílio) seria o mesmo de Turim, em vista de referências que indicariam sua presença em Constantinopla até 1362, cinco anos após sua aparição no Ocidente.

### Século XIV
O sudário reapareceu na França por volta de 1349 em poder de Godofredo de Charney, senhor de Lirey, próximo de Troyes.
Henrique de Poitiers, arcebispo de Troyes, apoiado mais tarde pelo rei Carlos VI de França, declarou o sudário como uma impostura e proibiu a sua veneração. A peça conseguiu, no entanto, recolher um número considerável de admiradores que lutaram para a manter em exibição nas igrejas.
Em 1389, o bispo Pierre d’Arcis (sucessor de Henrique) denunciou a suposta relíquia como uma fraude fabricada por um pintor talentoso, numa carta a Clemente VII (antipapa em Avinhão). D’Arcis menciona que até então tem sido bem sucedido em esconder o pano e revela que a verdade lhe fora confessada pelo próprio artista, que não é identificado. A carta descreve ainda o sudário com grande precisão.
Aparentemente, os conselhos do bispo de Troyes não foram ouvidos visto que Clemente VII declarou a relíquia sagrada e ofereceu indulgências a quem peregrinasse para ver o sudário.

### Século XV
Em 1415, devido às pilhagens da Guerra dos Cem Anos, Margarita de Charny, neta de Godofredo e casada com Humberto de Villersexel, conde de La Roche, retirou o sudário da Colegiata de Lirey e o colocou no castelo de seu marido, no povoado de Saint Hippolyte-sur-le Doubs.

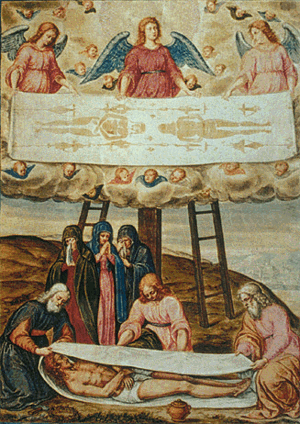
Pintura de Giulio Clovio mostrando o sudário e a forma como Jesus foi envolvido

Quando Margarita enviuvou de Humberto, passou a expor o sudário no castelo, em troca de donativos, devido à sua precária situação financeira. Possivelmente devido a esta situação, em 22 de março de 1453 o sudário foi transferido a Luís, duque de Saboia, mediante contrato assinado em Genebra. Pelo mesmo contrato, o duque de Saboia cede a Margarita o castelo de Varambon e as rendas do senhorio de Mirabel, próximo a Lyon. O contrato declara que a cessão do castelo é "pelos numerosos e importantes serviços que a condessa de la Roche prestou ao duque de Saboia". Assim o sudário passou a ser propriedade da Casa de Saboia, sob queixas dos cônegos de Lirey que se consideram donos do lençol.
Em 1502, o sudário foi depositado na Capela Santa do castelo dos duques em Chambéry.

### Século XVI aos nossos dias
Na noite de 3 para 4 de dezembro de 1532, o sudário foi danificado por um incêndio que afectou a sua capela e pela água das tentativas de o controlar. O sudário estava guardado numa urna de prata — presenteada por Margarida da Áustria em 1509 — e o fogo provocou o derretimento parcial da prata. Os pingos de prata derretida deixaram perfurações simétricas no sudário, uma vez que o lençol estava dobrado quarenta e oito vezes. Também as bordas dessas dobras, em contato com o metal incandescente, ficaram chamuscadas. A água impregnou o sudário, produzindo manchas em forma de losangos devido às dobraduras, as quais aparecem simetricamente em toda a peça quando é estendida.
Em 1562, a capital do Ducado de Saboia foi transferida de Chambéry para Turim e, em 1578 a peça foi levada para a catedral de Turim, onde está até hoje na Cappella della Sacra Sindone do Palácio Real de Turim.
A casa de Saboia foi a proprietária do sudário até 18 de março de 1983, quando o ex-rei da Itália, Humberto II, ao morrer o legou à Santa Sé. Em 2002, o sudário foi submetido a obras de restauro.

#### O restauro de 2002
No inverno de 2002, o sudário foi submetido a uma grande restauração que chocou a comunidade de pesquisadores e foi condenada por muitos. Autorizada pelo arcebispo de Turim como uma medida benéfica de conservação, a operação foi baseada na reclamação que o material em torno dos furos de queimadura (dos incêndios pelo qual o sudário passou em pelo menos duas ocasiões)  estavam causando contínua oxidação que iriam com o tempo ameaçar a imagem. A operação foi rotulada como cirurgia desnecessária que destruiu dados científicos, removeu os reparos de 1534 que eram parte da herança do sudário, e destruiu oportunidades de pesquisa sofisticada.
Em 2003, a principal restauradora, Mechthild Flury-Lemberg, especialista suíça em tecidos, descreveu a operação e as razões pelas quais ela a considerou necessária.
Em 2005, William Meacham, arqueólogo que estuda o sudário desde 1981, criticou ferozmente a restauração, rejeitou as razões apresentadas por Flury-Lemberg e classificou a operação como "um desastre para o estudo científico da relíquia".

## Análise científica
As primeiras análises de laboratório ao sudário foram realizadas em 1973 por uma equipe internacional de cientistas. Os resultados demonstraram, segundo Walter McCrone, que a imagem do sudário é composta por numerosas gotículas de tinta fabricada a partir de ocre.
Em 1978, a equipe americana do STURP (Shroud of Turin Research Project) teve acesso ao sudário durante 120 horas. A equipe era composta por 40 cientistas, dos quais apenas um não era religioso, Walter C. McCrone, que retirou-se logo no início das investigações. Foram realizados muitos experimentos que envolveram diversas áreas da ciência, como fotografias com diferentes tipos de filme, radiografia de raios X, raio X com fluorescência, espectroscopia, infravermelho e retirada de amostras com fita, mas não foi autorizado a fazer o teste por datação carbono-14.[carece de fontes?]

### Datação por radiocarbono
Em 1988, o sudário foi datado por Carbono-14 por três diferentes laboratórios em Zurique, Oxford e na Universidade do Arizona. Os resultados estavam em concordância de que o tecido é da época entre 1260 e 1390.
A datação radiométrica por carbono-14 é efetiva até datas de 30 mil a 40 mil anos BP (Before Present= Antes do Presente). Após  esse período, a radiação emitida pelo carbono-14 terá sido reduzida a praticamente zero. Por outro lado, em um objeto muito recente, por exemplo, com cem anos de idade, a quantidade de radiação emitida não terá diminuído o suficiente para que seja detectada alguma diferença. Existem, no entanto, várias fontes de erro que podem induzir resultados duvidosos. Muito da polémica sobre a autenticidade do sudário foca as possíveis fontes de erros da datação.[carece de fontes?]
O ensaio do carbono reativo feito em 1988 por três equipes de cientistas independentes indicou como resultados que o manto foi feito entre 1260 e 1390, portanto durante a Idade Média, aproximadamente treze séculos posterior à vida de Jesus. Alegações de incertezas e erros nos exames surgiram imediatamente após a publicação dos resultados e foram em grande parte respondidas por Harry E. Gove.
A controvérsia continuou porque o microbiólogo Dr. Garza Valdez descobriu no sudário bactérias que deturpariam a datação pelo carbono. Posteriormente, em documentário do Discovery Channel, o Dr. Harry Gove — que foi o descobridor da tecnologia de datação de carbono 14 — reconheceu que o trabalho no sudário foi feito sem conhecimento das descobertas de Valdez. Ainda afirmou que mesmo tentando limpar as bactérias, com a tecnologia atual, não seria possível separar as bactérias do tecido e, portanto, por enquanto a datação por carbono no sudário não seria válida. Harry Gove afirmou então que quando houvesse essa tecnologia faria a petição à Santa Sé para tentar datar o sudário novamente.
A afirmação de que a amostra analisada pelas equipes de cientistas teria sido retirada de uma zona do manto que não fazia parte do tecido original, foi desmentida por Joe Nickell. O Sudário foi também danificado devido a um incêndio no final da Idade Média, o que poderia ter acrescentado carbono reativo à composição do tecido invalidando a aplicação da análise por carbono reativo. Este laudo por sua vez foi questionado por céticos como Joe Nickell, que acredita que as conclusões do seu autor, Raymond Rogers, resultam de uma "busca de evidências que possam garantir uma conclusão previamente desejada". Philip Ball, editor da revista "Nature", contestou esta afirmação dizendo que a ideia de que os estudos de Rogers tenham sido direcionados para a obtenção de uma conclusão pré-estabelecida é injusta e Rogers "apresenta uma história de trabalho respeitável". Todavia, a pesquisa de 2008 na unidade de aceleração de carbono reativo da Universidade de Oxford propôs uma revisão da data a que se atribui à criação do manto de 1390 para 1260, o que levou seu diretor Gordan Ramsey a convocar a comunidade científica a novas comprovações sobre autenticidade do Sudário. "Com as medidas do ensaio de carbono reativo e com todas as outras evidências que se possui a respeito do Sudário, ainda existem conflitos de interpretação de diferentes fontes" disse Gordan ao noticiário da BBC em 2008, após a publicação dos novos resultados. Apesar de manter uma mente aberta quanto ao tema, Ramsey enfatizou que ficaria surpreso se sobre os ensaios de 1988 fosse comprovado um erro de dez séculos.[carece de fontes?]
A datação do sudário foi contestada pelo argumento de contaminação bacteriana. Em resposta, os cientistas que realizaram as análises de carbono-14 afirmam que o tecido foi limpo antes do teste Cabono 14, o que exclui a possibilidade dessa contaminação. O intervalo de resultados (1290-1390) é explicado pela influência do incêndio de Chambéry de 1532 e subsequentes tentativas (desastradas) de restauro. Sendo assim, e devido aos acidentes, a datação com carbono-14 não seria exata.

Porém segundo o Dr. Walter McCrone, um peso de carbono do século XX igual a duas vezes o peso total do sudário seria necessário para fazer um objeto do século I ser datado como do século XIV, e portanto haveria suficiente certeza que o sudário seria uma criação medieval.
No entanto, Joseph G. Marino e M. Sue Benford propuseram que a área de tecido usada como amostra pode não pertencer ao tecido original (nenhuma das amostras continha uma área "manchada"), uma vez que quase 60% do tecido do Sudário é resultado de progressivas reparações feitas ao longo dos séculos. O académico Raymond Rogers argumentou, num artigo publicado em 2005, que a análise química por ele realizada confirmava esta hipótese, uma vez que as amostras usadas na datação por carbono mostram traços evidentes de corantes, provavelmente usados pelos tecelões medievais para conseguir a cor do tecido original ao realizarem reparações e reforçarem o sudário para maior protecção.
outros autores apresentaram ainda evidências adicionais neste sentido.
Em dezembro de 2011 a agência italiana para as novas tecnologias e desenvolvimento sustentável (ENEA) executou estudos sobre o manto. Por cinco anos, essa agência de pesquisa centralizou seus esforços sobre a formação da imagem que se vê no sudário, tentando a sua reprodução. A conclusão foi que: A imagem dupla (frente e verso) de um homem flagelado e crucificado, pouco visível no tecido de linho do Sudário de Turim, tem muitas características físicas e químicas e é impossível de ser reproduzida em laboratório. Os cientistas tiveram extrema cautela ao publicar suas conclusões, limitando-se a “propor considerações que não extravasam o campo científico”.
A datação correta do sudário ainda gera discussões no mundo científico, uma pesquisa publicada na revista especializada Thermochimica Acta, sugere que o manto possa ter entre 1300 e 3000 anos o que torna possível ele ter sido usado por Jesus. A pesquisa afirma que a datação anterior feita em 1988 utilizou uma parte do manto que havia sido restaurada por freiras, durante a Idade Média, para recompor partes danificadas do manto durante um incêndio.
Segundo a pesquisa, na amostra utilizada em 1988 foi encontrada vanilina, composto produzido pela decomposição da lignina. Este composto desaparece com o tempo não podendo ser encontrado em pedaços de linho muito antigos. Como esse composto não foi encontrado no restante do sudário, a pesquisa concluiu que o sudário é muito mais antigo do que foi deduzido anteriormente.

### Propriedades químicas
Foram também efectuados testes químicos ao sudário por especialistas das Universidades de Milão e da Califórnia. Os métodos utilizados foram a análise espectral e fotografia ultravioleta. Os resultados mostram que a porção amostrada para datação radiométrica é distinta do resto do tecido, nomeadamente pela presença de pigmentos e fixantes. Este resultado sugere que esta porção do tecido seja na realidade um remendo posterior. Outra diferença consiste na presença de vanilina, um produto da decomposição térmica da linhina (um composto das fibras naturais). A vanilina é um composto habitual na análise a tecidos da Idade Média, mas que se encontra ausente em amostras mais antigas, uma vez que sofre decaimento. Segundo Raymond Rogers: O fato de que a vanilina não pode ser detectada na lignina das fibras do manto, pergaminhos do mar Morto e outros pedaços de linho muito antigos indica que o manto é muito velho.

### Possíveis meios de formação da imagem
A imagem no tecido tem muitas características peculiares e profundamente estudadas. Por exemplo, ela é inteiramente superficial, não penetrando nas fibras do tecido sob a superfície, de forma que as fibras do algodão não estão coloridas; a imagem é composta de fibras descoloridas dispostas lado a lado com fibras não descoloridas de forma que estrias aparecem. Segundo Walter McCrone, toda a imagem é composta de pigmentos (óxido de ferro e sulfeto de mercúrio). Porém investigação química relatada no Canadian Society of Forensi Jornal afirma que pequenas quantidades de óxido de ferro estão igualmente distribuídas na área da imagem e na área sem imagem e que as manchas de sangue são realmente de sangue.

#### A hipótese da reação de Maillard
Uma hipótese para a formação natural da imagem é a reação de Maillard na qual os gases libertados por um corpo em decomposição reagem com a fina camada (180-600 nanometros) de carboidratos a celulose das fibras do tecido. Esta reação e a alteração química correspondente poderia explicar a variação de cor que define a imagem do sudário. Outra conclusão relevante é a de que a reação de Maillard afecta apenas a camada de carboidratos, o que pode ser uma resposta para a superficialidade da imagem. Nas primeiras fases de decomposição, um cadáver exala os gases que desenvolvem a reacção de Maillard com os carboidratos do tecido. No entanto, à medida que a decomposição prossegue, o corpo tende a libertar outro tipo de produtos líquidos que mancham o tecido, eliminando a possível coloração devida à reacção de Maillard. Se a imagem do sudário é de facto a impressão post-mortem de Jesus Cristo, então o corpo teria que ter sido retirado da sua mortalha antes do começo da decomposição. Segundo a Bíblia, foi mesmo isto que aconteceu durante a ressurreição.

#### Análise da perspectiva ótica
O sudário em duas dimensões apresenta uma imagem tridimensional projetada sobre uma superfície plana (bidimensional), como uma fotografia ou pintura, numa projeção ortogonal.
Se um sudário funerário repousasse de forma aproximadamente cilíndrica sobre a superfície tridimensional da face, o resultado seria uma distorção lateral não natural, um forte alargamento para os lados, como numa projeção de Mercator, em vez da fortemente alongada imagem vertical vista no sudário. Mario Latendresse questiona esta argumento. Segundo ele, distorções podem ser pequenas se o sudário não estivesse firmemente apertado contra o corpo. Não é explicado, porém, como os detalhes da superfície podem aparecer no sudário de ele não estivesse firmemente contra o corpo. Mas ele mostra que não devia estar firmemente contra o corpo uma vez que pequenas distorções ocorreram. Portanto, o mecanismo de formação de imagens deve assumir que o tecido não estava firmemente apertado. Ainda, o tecido não permaneceria completamente plano. Um tecido natural repousando sobre um corpo não criaria maiores distorções.
O engenheiro electrónico Hernán Toro também questiona se uma imagem por contato com o tecido mostraria uma um retrato de aparência fotográfica e não uma imagem distorcida, como uma projeção de uma superfície irregular em uma superfície plana. Ou seja, deveria haver uma distorção na imagem, o que não ocorre.

## Perspectiva religiosa
Os defensores do sudário como relíquia têm voltado a atenção aos métodos naturais que possam ter produzido a imagem, a partir do corpo crucificado de Jesus Cristo. Os crentes mais ortodoxos argumentam que tenha surgido por milagre e como tal, não carece de mais explicação. No entanto, no seio da comunidade católica, há quem procure investigar o problema de forma científica.
A presença de sangue no sudário é ainda uma questão polêmica. Pelo que se sabe das prácticas funerárias do século I, os judeus limpavam e perfumavam os seus mortos antes de os sepultarem. Sendo Jesus Cristo uma figura amada pelos seus, seria pouco provável que o tenham amortalhado sem os devidos procedimentos de limpeza que eliminariam a presença de sangue no corpo, como supõe-se pelo Evangelho segundo João (19:40) (neste ponto é importante lembrar que os cadáveres não sangram, visto que já não há batimento cardíaco, pelo que as manchas de sangue não podem ser posteriores à limpeza). Uma resposta a essa questão, entretanto, poderia ser encontrada nos evangelhos de Lucas (23:50-56 e 24:1) e Marcos (15:41-47 e 16:1): o corpo teria sido sepultado às pressas, devido ao descanso sabático no dia da preparação da Páscoa, o qual começaria na noite posterior à morte de Jesus. Por este fato, as mulheres teriam deixado para perfumar e embalsamar o corpo no amanhecer do primeiro dia da semana, após o sábado - no que teriam encontrado o túmulo vazio, devido a ressurreição. As narrativas de Marcos e Lucas, portanto, justificariam o fato de o corpo do sudário estar sujo de sangue, enquanto que a de João deixaria dúvidas.

### Posição do Vaticano
A Igreja Católica não emitiu opinião acerca da autenticidade desta alegada relíquia. A posição oficial a esta questão é a de que a resposta deve ser uma decisão pessoal do fiel. O papa João Paulo II confessou-se pessoalmente comovido e emocionado com a imagem do sudário, mas afirmou que uma vez que não se trata de uma questão de fé, a Igreja não se pode pronunciar, ao mesmo tempo que convidou as comunidades científicas a continuar a investigação. A Catholic Encyclopedia, editada pela Igreja Católica, no seu artigo sobre o Sudário de Turim afirma que o sudário está além da capacidade de falsificação de qualquer falsário medieval.

## Controvérsia
Em campos opostos encontram-se os crentes que explicam o tecido como a mortalha de Jesus e os céticos que o consideram uma falsificação do século XIV. Ambos os campos utilizaram diversos tipos de argumentação científica para provar as suas teorias. Segue-se um resumo dos argumentos a favor e contra.
Cientistas, pessoas crentes, historiadores e escritores divergem com respeito ao local, à data e à maneira como esta imagem foi criada. De um ponto de vista religioso, em 1958 o papa Pio II aprovou a associação da imagem e a celebração anual em sua homenagem na "terça-feira do Sudário" com a devoção à face sagrada de Jesus dentro da fé Católica Apostólica Romana.
Alguns acreditam que a imagem gravada nas fibras do Sudário se produziu no momento do sepultamento do corpo de Jesus Cristo ou pouco antes do que se acredita como a sua ressurreição. Céticos, entretanto alegam que o sudário consiste em uma falsificação medieval. A acusação de falsificação é tão antiga como o próprio sudário e foi lançada até pelos arcebispos de Troyes contemporâneos da sua descoberta. Um deles, Pierre d’Arcis, escreveu mesmo ao papa detalhando os pormenores da impostura que considerava ser uma forma ardilosa de roubar dinheiro de peregrinos piedosos. Outros atribuem a formação da imagem às reações químicas e outros processos naturais.
A equipe americana do STURP (Shroud of Turin Research Project), após três anos e cerca de 100 000 horas de pesquisa, apontou as seguintes conclusões:
1. Havia sangue humano no sudário;
2. As gotículas de tinta ocre seriam resultado de contaminação;
3. A habilidade e equipamentos necessários para gerar uma falsificação daquela natureza seriam  incompatíveis com o período da Idade Média, época em que o sudário apareceu e foi guardado;
4. Como cientistas, também não podiam afirmar que a mortalha era verdadeira;
5. As marcas do Sudário são um duplo negativo fotográfico do corpo inteiro de um homem. Existe a imagem de frente e de dorso;
6. A figura do Sudário, ao contrário de outras figuras bidimensionais testadas até então, contém dados tridimensionais;
7. Não existe ainda explicação científica de como as imagens do Sudário foram feitas;
8. O Sudário apresenta marcas compatíveis com a descrição da crucificação nos Evangelhos.

Na época, o STURP não foi autorizado a fazer o teste por datação carbono-14, o que impossibilitou a determinação da idade da peça. Dez anos depois, em 1988, o Vaticano autorizou os primeiros testes de datação radiométrica do sudário, segundo o método do carbono-14. A três análises independentes revelaram idades entre 1260-1390.
O foco principal dos ataques científicos dos defensores do sudário tem sido a datação radiométrica que aponta para o século XIV e possíveis fontes de erro. Um acontecimento da história do sudário (o incêndio de 1532) pode ter introduzido poeiras e outros materiais contemporâneos nas fibras, que não teriam sido removidos pelas equipas de datação. Considerando esta hipótese, os resultados dos testes de carbono-14 seriam uma mistura entre a idade real (segundo os defensores), por volta do século I, e as poeiras do século XVI. Outra fonte de erro possível é a presença de resíduos bacterianos que, sendo eles próprios compostos carbónicos, influenciam a quantidade do isótopo carbono-14 e por consequência, a datação. O campo dos céticos defensores da qualidade da datação oferece no entanto uma resposta à ideia de contaminação bacteriana.
Outros argumentos para a autenticidade do sudário:
1. A análise microscópica das fibras mostra que a imagem está contida apenas na camada de carbohidratos. Os defensores da autenticidade argumentam que não existe técnica de pintura, disponível nos séculos XIII e XIV, que permita uma precisão de aplicação de tintas à escala no nanometro.[81]

1. Uma análise do espectro de freqüências da figura digitalizada do Sudário não mostra a existência de picos que demonstrariam a ação de um pintor.[carece de fontes?]
2. De acordo com Mechthild Flury-Lemberg, especialista suíça em restauro de tecidos, a trama do sudário é similar à encontrada em tecidos datados de 40 a.C. a 73 d.C. recuperados na fortaleza de Massada, que caiu durante a Segunda guerra judaico-romana no século I.[82]
3. Os ferimentos nos pulsos, atribuídos à crucificação, são consistentes com o que se sabe sobre este procedimento de execução. No entanto, na iconografia religiosa da Idade Média, Cristo aparece pregado pelas palmas das mãos, o que parecia ser a ideia aceite na altura. Os defensores argumentam que se o sudário fosse uma falsificação medieval, seria esta a disposição das feridas, uma vez que os detalhes correctos da crucificação eram desconhecidos  até então.[83]

Outros testemunhos contemporâneos descrevem as manchas de sangue da imagem com cores tão vivas que, segundo os relatos, pareciam frescas. Hoje em dia (passados cerca de 550 anos desses relatos), estas nódoas de sangue são mortiças e passam despercebidas na primeira análise. Se fossem originárias do século I, então não seriam mais visíveis na Idade Média, tanto que hoje já não se vêm. Contudo há que referir que era costume fazerem-se cópias (decalques) do sudário para catedrais da Europa onde era venerada a "imagem real de Nosso Senhor". Por outro lado o sudário foi várias vezes trocado por cópias (decalques) para preservar o original (pois aos fieis o que impressionava era poder conhecer a figura de Cristo e não tanto admirar a antiguidade da relíquia). Contudo estes dados vêm levantar dúvidas quanto à originalidade do sangue, que pode ser original do sudário ou pode ter sido colocado depois.
Em 2012, o historiador de arte Thomas de Wesselow apresentou no livro "O sinal - O Santo Sudário e o segredo da ressurreição" (The Sign: The Shroud of Turin and the Secret of the Resurrection) novas pistas sobre a autenticidade do Santo Sudário. Sua teoria se baseia na análise de passagens bíblicas e debates sobre os resultados obtidos por cientistas, entre eles o teste de Carbono 14 - que o teólogo Joe Marino e a estudiosa Sue Benford alegaram em 2000 ter sido feito em uma área remendada do lençol na Idade Média, e não no tecido original. Em sua interpretação, o Sudário foi a prova fundamental para os apóstolos de Cristo da sua ressurreição - essa teria sido a "aparição" feita por Jesus ao ressuscitar - e por isso se configura como peça principal do surgimento do cristianismo e de seu crescimento de fiéis no século I.
Em 2014, o pesquisador brasileiro Jack Brandão em seu livro "Apontamentos imagético-interdisciplinares: as artes iconológica, pictográfica, fotográfica e literária" contesta o historiador Wesselow ao afirmar que o mesmo estava mais preocupado em criar uma teologia própria, visando tão-só a desconstruir o conceito da ressurreição cristã - como se isso coubesse a um pesquisador sério já que buscava em seu livro contrapor duas realidades imiscuíveis: fé e ciência" - do que analisar o tecido como um start para a construção imagética de Jesus Cristo. Ainda segundo Brandão, Wesselow, enquanto historiador da arte emprega, muitas vezes, de beligerância não frente ao objeto de seu estudo, no caso o próprio Sudário de Turim, mas frente a seu desvirtuamento, a sua mudança de foco: afinal um historiador da arte, teria de trabalhar com seu objeto de estudo, não interferir em outro que não e de sua competência.
No mesmo ano, o também brasileiro professor Átila Soares da Costa Filho publicou na revista "Leituras da História" nº76 (edição de outubro) um estudo onde, além de contestar o cerne da obra de Wesselow, reúne algumas evidências que podem apontar para o lençol como um trabalho de Leonardo da Vinci. Assim, o Sudário não seria mais um autorretrato - como defendem Picknett-Prince -, mas uma recriação da iconografia de Cristo tendo como modelo o rosto de Cesare Borgia, filho do papa Alexandre VI.

## Desenvolvimentos recentes
Em 2009, Luigi Garlaschelli, professor de química da Universidade de Pávia afirmou ao jornal La Repubblica ter conseguido produzir em laboratório uma réplica do sudário com a utilização de técnicas disponíveis na Idade Média. Esta seria uma evidência adicional à datação da radiação radiométrica, indicando que já existiam na época apontada pela datação mecanismos para criação do sudário, e portanto nenhuma explicação paranormal se exigiria. No entanto, de acordo com Giulio Fanti, reconhecido sindonologista e professor de medições térmicas e mecânicas na Universidade de Pádua, a imagem em discussão [obtida por Garlaschelli] não corresponde às propriedades fundamentais da imagem do Sudário, em particular ao nível das linhas e fibras, mas também a um nível macroscópico. Fanti afirma ainda que graças à experiência de Garlaschelli, foi possível demonstrar como e porquê, graças a "detalhes" fundamentais, a imagem do Sudário de Turim não é reproduzível nem na actualidade, e continua sendo um objecto inexplicado.

### Achado arqueológico
Em dezembro de 2009, arqueólogos da Universidade Hebraica reportaram no periódico PloS ONE Journal ter encontrado fragmentos de um sudário numa tumba da primeira metade do século I, localizada no vale inferior do Hinnon, ao lado do túmulo de Anás, sogro de Caifás no cemitério de Haceldama, o "Campo de Sangue" que teria sido comprado com as 30 moedas recebidas por Judas. Sua localização sugere que pertencia a uma pessoa de família nobre ou sacerdotal. Segundo Orit Shamir, especialista em tecidos antigos, o material utilizado para envolver o corpo é de boa qualidade, condizente com uma pessoa de posses, embora muito menos elaborado que o tecido do Santo Sudário de Turim.
A ideia de que o corpo de Jesus tenha sido envolto em um manto, de acordo com o costume judaico, não estava apoiada por qualquer evidência arqueológica. No entanto, no "túmulo do Sudário", foram encontrados indivíduos cobertos no interior da câmara, confirmando a prática, bem como o caráter definitivo da preparação mortuária. A análise de traços de material orgânico presentes em todas as amostras de tecido confirma que estes cobriam todo o corpo. Vestígios de cabelos também confirmam a prática de cobrir a cabeça do morto.
O Shimon Gibson, um dos autores do artigo "Molecular Exploration of the First-Century Tomb of the Shroud in Akeldama, Jerusalem", disse à National Geographic que havia diferenças na confecção do sudário encontrado pela sua equipa e o Sudário de Turim, o que foi divulgado pela mídia como sendo prova da falsidade do sudário. Todavia, César Barta, físico do Centro Espanhol de Sindologia, afirma que estes dados, ao contrário, suportam a autenticidade da relíquia de Turim, acrescentando, ainda, que as diferenças na trama e textura dos tecidos quando comparados "não são suficientes para que se questione sua autenticidade", até porque  "o tecido que constitui o Sudário de Turim é um exemplar único, não tendo sido encontrados tecidos similares nem da época de Cristo nem da Idade Média".